# Edward Dubowik
Edward Dubowik ps. „Jarek”, „Jarosz” (ur. 10 czerwca?/23 czerwca 1915 w Juncewiczach, zm. 4 kwietnia 1973) – nauczyciel, działacz społeczny, major ludowego Wojska Polskiego.

## Życiorys
Edward Dubowik urodził się w Juncewiczach i wraz z młodszą siostrą Elizą byli wychowywani przez matkę Leokadię. Edward mając 16 lat pracował jako goniec w Olkowiczach na poczcie, a później zaczął się uczyć w zakresie ogólnokształcącym i rolniczym. Powołano go w 1936 roku do służby wojskowej i skierowany został do jej odbycia w 57 pułku piechoty w Poznaniu. Będąc członkiem orkiestry wojskowej zaczął się uczyć w siódmej klasie Gimnazjum Ogólnokształcącego Wieczorowego im. Ignacego Paderewskiego, którą w 1939 roku ukończył. 
W macierzystej jednostce zastał go wybuchł II wojny światowej. 24 września 1939 roku podczas walk z Niemcami został ranny pod Kutnem i wzięty do niewoli. Osadzono go w obozie jenieckim Stalag XI A w Altengrabow koło Magdeburga, ale wkrótce przeniesiony został z obozu do wsi Jeseritz über Gardelegen na przymusowe roboty. Podczas wojny należał na terenie Niemiec do Polskiej Organizacji Podziemnej i wówczas występował pod pseudonimami „Jarek” i „Jarosz”. Na czele organizacji stał Komitet Wykonawczy, a dzieliła się na kilka grup, z których trzecią kierował Edward Dubowik będąc w randze porucznika. 2 marca 1945 roku za działalność w POP jej Komitet Wykonawczy awansował go do stopnia kapitana. Został także odznaczony Krzyżem Orderu Virtuti Militari V klasy, który w 1957 roku został zweryfikowany. W marcu 1945 roku odzyskał wolność i włączył się do przygotowywania polskiej młodzieży, a będącej jeszcze na terenie Niemiec do przyszłej działalności w Polsce Ludowej. Porozumiał się w tej sprawie z Ambasadą Polską w Paryżu i uzyskawszy od niej zgodę przystąpił do zorganizowania na terenie Niemiec Zachodnich Związku Młodzieży Polskiej. Siedziba kierownictwa mieściła się w Getyndze, a Dubowik stanął na jej czele. Organizował polskie szkolnictwo, które w Niemczech było podległe placówce Polski Ludowej, tzw. Centrali Szkolnictwa Polskiego. W Getyndze zorganizował ośrodek szkoleniowy, w którego skład wchodziły: szkoła powszechna, gimnazjum ogólnokształcące, szkoła mechaniczna i kurs szofersko-mechaniczny. Wobec szykan ze strony ugrupowań reakcyjnych w lutym 1946 roku we wszystkich szkołach Ośrodka Szkoleniowego w Getyndze przerwano naukę. Biorąc pod uwagę rozwój sytuacji Edward Dubowik postanowił przyśpieszyć powrót młodzieży zorganizowanej w ZMP do kraju, ale pojawiły się trudności w postaci agitacji, którą prowadzili wrogowie ustroju ludowego. Pomimo trudności w marcu 1946 roku powrócił do kraju na czele 2 tysięcy młodych Polaków. 
Powróciwszy do Polski zaczął pracować w Zarządzie Głównym Związku Walki Młodych. Po rozwiązaniu organizacji (9 maja 1946) powołano go do ludowego Wojska Polskiego i skierowano do Wyższej Szkoły Oficerskiej w Rembertowie (wówczas) koło Warszawy; ukończył ją tym samym roku. Od 1 stycznia 1947 do 28 lutego 1948 roku był powiatowym komendantem Wychowania Fizycznego, Przysposobienia Wojskowego i Przysposobienia Rolniczego w Oławie i jako nauczyciel uczył w miejscowym Gimnazjum Ogólnokształcącym. Pomiędzy 1 marca 1948 a 21 lutego 1949 kierował 21. Brygadą Powszechnej Organizacji „Służba Polsce” i Międzynarodową Brygadą Młodzieżową Światowej Federacji Młodzieży Demokratycznej. Brygada którą kierował we współzawodnictwie krajowym zdobyła w pierwszym turnusie pierwsze miejsce i sztandar przechodni Komendy Głównej PO „SP”, w drugim i trzecim zajęła II miejsce. 24 października 1948 roku 21 Brygadzie PO „SP” uroczyście wręczono sztandar, który ufundowało społeczeństwo Wrocławia, a 22 lipca 1948 jako jej komendant otrzymał awans do stopnia majora. W okresie 22 lutego 1949 – 12 grudnia 1950 roku pełnił obowiązki na stanowisku komendanta, a następnie dyrektora Państwowego Liceum Technicznego PO „SP” w Gryficach i we Wrocławiu–Leśnicy. 
Dokształcając się we Wrocławiu w 1951 roku ukończył kurs dyrektorów liceów zawodowych, po którym został w zespołach Państwowych Techników Rolniczych w Karolewie wicedyrektorem do spraw polityczno–wychowawczych, a dyrektorem od 1951 do 1954 roku. Od 1 września do 30 listopada 1954 roku był dyrektorem Państwowego Technikum Mechanizacji Rolnictwa w Grodkowie. Z ziemią lubuską związał się od 1954 roku, gdzie pracował w Państwowym Technikum Ogrodniczym w Iłowej, od 1 października 1957 roku w Państwowym Technikum Rolniczym i Mechanizacji Rolnictwa w Strzelcach Krajeńskich gdzie 20 grudnia 1958 roku został dyrektorem i był nim do dnia swojej śmierci. Nadzorował budowę 2 internatów i warsztaty szkolne. Był członkiem Polskiej Partii Robotniczej, a później Polskiej Zjednoczonej Partii Robotniczej. W 1969 roku za swoje osiągnięcia otrzymał Lubuską Nagrodę Kulturalną. Wysoko oceniono całokształt jego pracy za co przyznano mu liczne odznaczenia państwowe i bojowe oraz odznaki honorowe z Krzyżem Kawalerskim Orderu Odrodzenia Polski na czele. Zmarł 4 kwietnia 1973 roku.